# François Tavenas
François Tavenas (12 septembre 1942 - 13 février 2004) est un ancien recteur de l'Université Laval et de l'Université du Luxembourg.

## Biographie
Diplômé de l'Institut national des sciences appliquées de Lyon en France, il s'établit au Québec en 1966 pour y travailler comme ingénieur dans un cabinet.
Il est ensuite affecté au Ministère des affaires intergouvernementales.
Il occupe le poste de recteur de l'Université Laval de 1997 à 2002.
Il est recteur de l'Université du Luxembourg de décembre 2003 jusqu'à sa mort.

## Distinctions
- 1995 - Prix Legget
- 2001 - Médaille Julian C. Smith
- 2002 - Commandeur de l'ordre du Mérite de la République fédérale d'Allemagne
- 2004 - Officier de l'Ordre national du Québec